# Всеправославный конгресс (1923)
Всеправославный конгресс, Всеправославное совещание (греч. Πανορθόδοξον Συνέδριον) — проходивший с 10 мая по 8 июня 1923 года в Константинополе съезд (совещание) представителей ряда поместных Православных Церквей, созванный по инициативе патриарха Константинопольского Мелетия IV (Метаксакиса). Несмотря на эпитет «Всеправославный», Совещание не признаётся Всеправославным собором: «Название этого совещания всеправославным не может быть принято, так как в его работе не участвовали представители Александрийской, Антиохийской, Иерусалимской и большинства других поместных Церквей».

## Предыстория конгресса
На сессии 20 мая 1919 года Синод Элладской православной церкви единогласно принял мнение Архиепископа Мелетия (Метаксакиса), согласно которому правительство свободно в своём стремлении принять григорианский календарь, а Церковь, до утверждения нового, научно более точного, календаря, следует юлианскому календарю. На этой сессии Мелетий заявил: «Положение Церкви в России изменилось, и возможность сближения с Западом более предпочтительна. Мы считаем необходимым провести срочную календарную реформу». После своего избрания на Константинопольский Престол Мелетий издал «Послание Благословенным и Честным Церквам Александрии, Антиохии, Иерусалима, Сербии, Кипра, Греции и Румынии», в котором заявил:
«Вопрос о календаре возник давно, но приобрёл особую важность в настоящее время. Необходимость использования общего единого календаря, известного Европе и Америке, становится всё более и более очевидной. Одно православное правительство за другим приняло „европейский календарь“. Неудобство использования двух календарей в общественной жизни очевидно. Следовательно, желание найти и ввести общий календарь для общественной и религиозной сферы возникло со всех сторон. Это необходимо не только для того, чтобы православные могли гармонично действовать как граждане и как христиане, но и для усиления вселенского христианского единства. Мы призваны к этой задаче во имя Господа совместным празднованием Его Рождества и Воскресения».
В этом послании Мелетий призывает каждую автокефальную Церковь прислать одного-двух представителей в состав комиссии на созываемый вскоре после Пасхи собор в Константинополе для решения календарного и других важных церковных вопросов. Поместные Церкви очень прохладно отнеслись к этому решению; старейшие патриархии: Антиохийская, Александрийская, Иерусалимская никого не прислали в Константинополь, не поехали на собор и представители Московского патриархата.

## Участники
В заседаниях принимали участие сначала всего 10, а потом и вовсе 9 человек: семь (после пятого заседания шесть) епископов, один архимандрит и двое мирян.
- От Константинопольской патриархии: патриарх Мелетий (Метаксакис) — председатель, Кизический митрополит Каллиник (Деликанис), Василеос Антониадис — мирянин, профессор Халкинской богословской школы.
- От Кипрской Церкви: митрополит Никейский Василий (Георгиадис) (впоследствии Константинопольский патриарх).
- От Сербской Церкви: митрополит Черногорский и Приморский Гавриил (Дожич) (впоследствии Сербский патриарх), доктор Милутин Миланкович — мирянин, профессор математики и механики в Белградском университете.
- От Элладской Церкви: митрополит Диррахский Иаков (Николау).
- От Румынской Церкви: архимандрит Юлий (Скрибан)[рум.].
- Архиепископ Алеутский и Северо-Американский Александр (Немоловский) и архиепископ Кишинёвский Анастасий (Грибановский) в юрисдикции Архиерейского Синода Русской православной церкви заграницей. Последний на пятом заседании в знак протеста покинул конгресс и больше в нём не участвовал.

На конгрессе отказались присутствовать представители трёх старейших после Константинопольского патриархатов: Александрийского, Антиохийского и Иерусалимского. Не участвовали в конгрессе и Московский патриархат, Синайская архиепископия, а также Болгарская церковь (Константинопольская Патриархия тогда считала её схизматической). В работе совещания принимали участие архиереи Православной Российской Церкви — Кишинёвский и Хотинский архиепископ Анастасий (Грибановский), тогда управляющий русскими приходами Константинопольского округа, и Алеутский и Североамериканский Александр (Немоловский), но они не имели полномочий представлять Русскую Церковь.
По мнению профессора Сергея Троицкого, выяснявшего церковно-правовую сторону рассматриваемого вопроса, члены конгресса не имели права выражать мнение своих Церквей, по причине того что поместные Церкви тогда ещё не выработали на основании предварительно созванных местных архиерейских соборов своё определение по вопросам, вошедшим в программу конгресса: делегаты, по его мнению, могли выражать только своё частное, личное мнение или, в лучшем случае, мнение своих Синодов. С церковно-правовой точки зрения «Всеправославный конгресс» он рассматривает как «частное собрание нескольких лиц, которые поставили перед собою задачу рассмотреть некоторые вопросы, волнующие в настоящий момент Православную Церковь, и выразить своё мнение по этим вопросам».

## Деяния и решения конгресса
Всего было 11 заседаний (деяний) конгресса. Вопросами обсуждения были: Новоюлианский календарь и его принятие и вопросы связанные с календарём, препятствия к браку, вопрос брака клириков (епископский чин и брак, второй брак клириков, рукоположение до брака), вопрос перенесения праздников на ближайшее воскресение, сокращение служб, ревизия постов, сколь часто надо созывать Всеправославные соборы, причины расторжения брака, условия, в которых возможны смешанные браки, возрастная граница для рукоположения в дьякона, священника и епископа, как принимать римокатолических клириков, желающих начать брачную жизнь, внешний вид клириков в обществе.
Решения на конгрессе были приняты следующие:
1. Об исправлении юлианского календаря и об определении празднования Св. Пасхи «на основании астрономических вычислений».
2. Всеправославный собор в Константинополе поручает Вселенскому Патриархату объявить народу после обмена мнениями с другими православными церквами, что православные желают принять в будущем новый календарь, в котором число дней в неделе (то есть семь) будет сохранено, хотя это мнение может быть изменено, если другие церкви согласятся принять новый календарь, в котором количество дней недели изменится. По согласованию с другими церквами может быть также принято решение о праздновании Пасхи в фиксированный день, соответствующий историческому дню Воскресения Господа, который определяется «научными методами».
3. Священники и диаконы могут жениться после рукоположения.
4. Разрешается второй брак вдовым священникам и диаконам.
5. Определения разнородного содержания: о нижней границе возраста рукоположения в три степени священства; о волосах и внешнем виде клириков; о сохранении монашеских обетов; о препятствиях к браку; о праздновании памяти святых в течение недели как присутственных днях(поместные церкви призываются принять отдельные решения о праздновании дней Святых в будние дни, до принятия нового календаря, в котором празднование дней Святых будет происходить только в воскресенье, чтобы уменьшить количество праздников.); о постах.
6. О праздновании 1600-й годовщины Первого Вселенского Собора в Никее (325—1925 гг.); поручить Вселенскому патриархату взять на себя инициативу по созыву «вселенского собора» для решения спорных вопросов.
7. По вопросу о решении живоцерковнического собора, бывшего в Москве в июне 1923 г., который лишил сана находящегося в тюрьме Всероссийского патриарха Тихона.[8]

## Рецепция решений конгресса
Ещё до проведения конгресса представители обновленческого раскола в СССР заявили о готовности перехода на новый календарь. В журнале «Вестник Союза общин древле-апостольской церкви» была помещена специальная статья председателя ВЦУ Антонина (Грановского), где он в том числе говорил: «Нам, церковникам, остаётся одно: бросить изжитый жизнью календарь и взять тот, которым теперь пользуются все просвещённые люди. Взяв за канву новый, научно более правильный стиль, по нему разбросать свои церковные цветы, свои праздники и термины. Взять в основу грегорианский астрономический расчет, и на нём построить православную пасхалию, приложив к нему правила первого вселенского собора, как в своё время отцы этого собора брали для своих соображений юлианский расчёт. Это необходимо сделать потому, что юлианский расчёт веками расшатан, и правила первого вселенского собора по нему невыполнимы»..
После конгресса необходимо, чтобы его решения были приняты всеми поместными церквями, для этой цели патриарх Мелетий IV не стесняется прибегнуть и к обману, чтобы достичь свои реформаторские цели. Письмом от 10 июля 1923 года он пытается обмануть Финляндского архиепископа Серафима (Лукьянова), что новое времяисчисление принято для церковного употребления согласно якобы общему мнению и решению Православных Церквей. Таким же способом был введён в заблуждение и Патриарх Московский Тихон. Считая, что календарная реформа воспринята всей Православной Церковью, он издает распоряжение ввести новый календарь в Русской Православной Церкви. Народ, однако, решительно воспротивился этому нововведению. Когда же впоследствии выяснилась истина, патриаршее распоряжение было отменено. От имени русских иерархов Заграницей Киевский митрополит Антоний объявил, что решения Константинопольского конгресса «о реформе церковного календаря не могут быть приняты Русской Православной Церковью Заграницей, поскольку они противоречат свв. канонам и древней церковной практике, освящённой Вселенскими соборами». Первое, второе, третье, четвёртое и пятое решение конгресса не могли были приняты духовенством по причине того, что они вступали в полное противоречие с решениями с церковным Преданием и канонами Вселенских соборов (26-м Апостольским правилом, 3-м и 6-м правилами VI Вселенского собора и т. д.). Рецепцию решения конгресса в Православной Церкви не прошли.
В результате конгресса часть Православных поместных Церквей перешла на новоюлианский календарь, а другая часть сохранила старый. Вообще поспешность и жёсткость, с которой проводились реформы, многим не нравились. В Православной Церкви возник раскол, образовалось множество иерархий, прекративших молитвенное и евхаристическое общение с новостильными иерархиями. Причиной раскола являются несколько вещей, выдвигаемых старостильниками при неприятии решений конгресса:
1. Конгресс не выражал мнения всей полноты церкви и не был вполне легитимным по составу
2. Главные действующие лица конгресса Мелетий и Василий — члены масонской ложи,[10][11] и по мнению противников конгресса проводили реформу в интересах экуменизма, а не православия[8][12],
3. Решения конгресса о браках (второбрачие духовенства, разрешение жениться духовенству после хиротонии) противоречат канонам Вселенских соборов,[5]
4. Новоюлианский календарь совпадает с Григорианским календарём и такое тождество будет в ближайшие 800 лет, до XXIX века, поэтому старостильники считают что принят по сути Григорианский календарь, принятие которого воспрещено решением Великого Константинопольского собора 1583 года, в котором сказано:

кто не следует обычаям Церкви и тому, как приказали семь святых Вселенских соборов о святой Пасхе и месяцеслове и добре законоположили нам следовать, а желает следовать григорианской пасхалии и месяцеслову, тот с безбожными астрономами противодействует всем определениям св. соборов и хочет их изменить и ослабить — да будет анафема, отлучён от Церкви Христовой и собрания верных. Вы же, православные и благочестивые христиане, пребывайте в том, в чём научились, в чем родились и воспитались, и когда вызовет необходимость и самую кровь вашу пролейте, чтобы сохранить отеческую веру и исповедание. Хранитесь и будьте внимательны от сих, дабы и Господь наш Иисус Христос помог вам и молитвы нашей мерности да будут со всеми вами. Аминь.